# Bernard Fitzalan-Howard
Bernard Marmaduke Fitzalan-Howard, 16e duc de Norfolk (30 mai 1908 - 31 janvier 1975) est un pair et homme politique britannique. Il est le fils aîné survivant d'Henry Fitzalan-Howard (15e duc de Norfolk), décédé alors que Bernard n'a que neuf ans. Sa mère est Gwendoline Herries, 12e Lady Herries of Terregles, et il hérite de sa pairie à sa mort en 1945.
Il fait ses études à l'Oratory School et est officier dans les Royal Horse Guards en 1931, mais démissionne en 1933. Il rejoint le 4e bataillon du Royal Sussex Regiment dans l'armée territoriale en 1934 et est promu major en 1939. Il sert brièvement à la bataille de France, au cours de laquelle il est évacué malade. Il est ensuite secrétaire à l'agriculture dans le Cabinet de guerre de Churchill de février 1941 à juin 1945.
En tant que Comte-maréchal héréditaire, il organise le couronnement du roi George VI et de la reine Elizabeth, le Couronnement d'Élisabeth II, les funérailles de Winston Churchill et l'investiture du prince Charles en tant que prince de Galles. Il est un grand fan de cricket et est le manager de l'équipe anglaise de cricket en Australie en 1962-1963, ce qui a suscité beaucoup d'intérêt dans la presse.

## Vie privée
Le duc épouse Lavinia Mary Strutt, fille d'Algernon Strutt (3e baron Belper) et son épouse Eva, le 27 janvier 1937. Ils ont quatre filles, trois petites-filles et deux arrière-petits-enfants :
- Anne Elizabeth Fitzalan-Howard, 14e Lady Herries of Terregles, baronne Cowdrey de Tonbridge (12 juin 1938 - 23 novembre 2014); elle épouse Colin Cowdrey, baron Cowdrey de Tonbridge en 1985.
- Mary Katharine Fitzalan-Howard, 15e Lady Herries of Terregles, (14 août 1940 - 7 avril 2017) ; elle épouse Anthony Mumford en 1986.
- Sarah Margaret Fitzalan-Howard (23 juin 1941 - 14 juin 2015) elle épouse Nigel Clutton le 25 mars 1988
- (Theresa) Jane Fitzalan-Howard, marquise de Lothian, 16e Lady Herries of Terregles (24 juin 1945) elle épouse Michael Andrew Foster Jude Kerr, 13e marquis de Lothian le 7 juin 1975. Ils ont trois filles et deux petits-enfants.

Le 16e duc est décédé le 31 janvier 1975 et est enterré à la chapelle Fitzalan sur le terrain ouest du château d'Arundel.

## Cricket
L'annonce que le duc dirigerait l'équipe de cricket du MCC en Australie en 1962-1963 est une surprise totale. Il est un joueur de cricket passionné, qui est président du MCC en 1956-1957 et est toujours membre de son puissant comité. Il a organisé sa propre tournée aux Antilles avec un Duke of Norfolk's XI en 1956-1967, qui comprenait les joueurs anglais Tom Graveney, John Warr, Doug Wright et Willie Watson, et en organise une autre en 1969-1970.
Son père, le 15e duc, a construit le pittoresque terrain de cricket du château d'Arundel et le duc y a accueilli des matchs contre des équipes de tournée à partir de 1954, une tradition poursuivie par sa veuve, Lavinia. Il n'est pas un bon joueur de cricket, même au niveau du green du village, et il est d'usage de le laisser prendre le dessus avant de retourner au pavillon. À Arundel, l'arbitre est son propre majordome, qui, lorsqu'il est absent, annonce diplomatiquement « Sa Grâce n'est pas là ». Le duc est choisi après une remarque fortuite en buvant un verre après une réunion du comité du MCC. Billy Griffith est le principal candidat pour gérer la tournée, mais il vient d'être nommé secrétaire du MCC et doit rester chez Lord pour superviser le changement des anciennes divisions entre amateurs et professionnels qui ont été décidées à l'automne. Le duc offre ses services lorsqu'il est mentionné que le nouveau capitaine Ted Dexter serait difficile à contrôler.
Comme Dexter, le duc est un fervent adepte des courses de chevaux et, en tant que président du Sussex County Cricket Club, il est souvent à Hove et Arundel et a nommé Dexter capitaine du comté. Lorsque sa nomination est annoncée, on a plaisanté en disant que seul un duc pouvait gérer "Lord Ted". À cette époque, la tournée du MCC est considérée comme un événement social et l'équipe devait assister à de nombreux événements de la haute société pour lesquels le duc est bien adapté.
En tant que Comte-maréchal d'Angleterre, alors qu'il est en Australie, il prépare la visite royale de la reine en 1963. Il doit retourner en Grande-Bretagne pour raison d'État pendant un mois pendant la tournée, ce qui permet à Griffith de s'envoler et de prendre la relève en son absence, ce qui lui permet d'acquérir une expérience utile de tournée en Australie.

## Duché de Norfolk
En tant que duc de Norfolk, il est comte maréchal et maréchal héréditaire d'Angleterre. À ce titre, le duc organise diverses cérémonies d'État telles que le couronnement du roi George VI en 1937 et celui de la reine Elisabeth II en 1953. Il organise aussi les funérailles nationales du roi George VI en 1952 et de Winston Churchill en 1965. En 1969, il participe à la planification de l'investiture du prince Charles comme prince de Galles.
À sa mort, le duché passe à son cousin éloigné Miles Stapleton-Fitzalan-Howard, 12e baron de Beaumont, 4e baron Howard de Glossop. La seigneurie de Herries de Terregles, étant une ancienne pairie écossaise, passe à sa fille aînée, Anne (14e Lady Herries de Terregles, baronne Cowdrey de Tonbridge), qui épouse le joueur de cricket anglais Colin Cowdrey.